# Caucaea
Caucaea – rodzaj roślin z rodziny storczykowatych (Orchidaceae). Obejmuje 17 gatunków występujących w Ameryce Południowej w Kolumbii, Ekwadorze, Peru i Wenezueli.

## Systematyka
Rodzaj sklasyfikowany do podplemienia Oncidiinae w plemieniu Cymbidieae, podrodzina epidendronowe (Epidendroideae), rodzina storczykowate (Orchidaceae), rząd szparagowce (Asparagales) w obrębie roślin jednoliściennych.
Wykaz gatunków
- Caucaea alticola (Stacy) N.H.Williams & M.W.Chase
- Caucaea andigena (Linden & Rchb.f.) N.H.Williams & M.W.Chase
- Caucaea caucana Szlach. & Kolan.
- Caucaea colombiana Uribe Vélez, Sauleda & Szlach.
- Caucaea dodsoniana Szlach. & Kolan.
- Caucaea duquei Szlach. & Kolan.
- Caucaea hernandezii (Königer) Kolan., Hirtz & Tobar
- Caucaea kunthiana H.Medina, J.Portilla & Hirtz
- Caucaea macrotyle (Königer & J.Portilla) Königer
- Caucaea nubigena (Lindl.) N.H.Williams & M.W.Chase
- Caucaea olivacea (Kunth) N.H.Williams & M.W.Chase
- Caucaea phalaenopsis (Linden & Rchb.f.) N.H.Williams & M.W.Chase
- Caucaea pichinchae Szlach. & Kolan.
- Caucaea pseudoandigena Szlach. & Kolan.
- Caucaea radiata (Lindl.) Mansf.
- Caucaea sanguinolenta (Lindl.) N.H.Williams & M.W.Chase
- Caucaea tripterygia (Rchb.f.) N.H.Williams & M.W.Chase